# 仲川遥香
仲川 遥香（なかがわ はるか、1992年〈平成4年〉2月10日 - ）は、日本出身のタレントであり、インドネシアを拠点に活動している。JKT48およびAKB48、渡り廊下走り隊7の元メンバーである。
東京都出身。電通インドネシア所属。

## 略歴
2006年
- 12月3日、『第三期AKB48追加メンバーオーディション』に合格。
- 12月9日、『AKB48 1st ANNIVERSARY LIVE 〜勢ぞろいだぜ!「A」「K」「B」!〜』において、AKB48旧チームBの候補生として初の顔見世[3]。

2007年
- 4月8日、AKB48劇場でのチームB 1st Stage「青春ガールズ」初日公演において、旧チームBの一員としてデビュー。
- 9月22日、チームBとして、中国・北京で行われた「中日文化人懇談会2007〜オープンカレッジ in 北京〜」に秋元康とともに参加、中国芸術研究院でAKB48初の日本国外公演となるライブを行い、6曲を披露[4]。

2008年
- 10月、同じ事務所所属で3期生多田愛佳・渡辺麻友との3人で結成していたお菓子なシスターズに1期生平嶋夏海（後に辞退）を加え「渡り廊下走り隊」としての活動も開始（後に渡り廊下走り隊7に移行）。

2009年
- 1月26日、スタ☆ブロにて「渡り廊下走り隊」のブログを開設。
- 1月28日、「渡り廊下走り隊」のシングル「初恋ダッシュ/青い未来」でメジャーデビュー[注 1]。
- 8月23日に開催された『読売新聞創刊135周年記念コンサート AKB104選抜メンバー組閣祭り』の夜公演において、同年10月よりチームAに異動することが発表され、2010年7月27日にチームAに異動した。

2010年
- 5月から6月にかけて実施された『AKB48 17thシングル 選抜総選挙「母さんに誓って、ガチです」』では20位で、シングル選抜入りを果たした。AKB48に加入4年目にして初の選抜入りで、この選挙で「僕のYELL」に参加したメンバー（シアターガールズ）で選抜に入ったのは仲川ただ一人である。また、この選挙で初めて選抜に選ばれたのも仲川だけである。
- 9月21日に開催された『AKB48 19thシングル選抜じゃんけん大会』では4位で、メディア選抜入りを果たした。

2011年
- 5月から6月にかけて実施された『AKB48 22ndシングル 選抜総選挙「今年もガチです」』では24位で、アンダーガールズ入りを果たした[5]。

2012年
- 2月2日、『AKB48 Now on Google+』において、個性的な投稿をするメンバーを集めた「ぐぐたす選抜7」入りを果たした。
- 2月29日から声帯結節の手術のため入院[6]。3月7日に退院し活動を再開した[7]。
- 3月3日、Google+の秋元康の投稿においてぐぐたす選抜が発表され、ぐぐたす選抜入りを果たす[8]。
- 5月から6月にかけて実施された『AKB48 27thシングル 選抜総選挙』では44位で、ネクストガールズ入りを果たした[9]。
- 8月24日、『AKB48 in TOKYO DOME 〜1830mの夢〜』初日公演において、JKT48へ移籍することが発表された[10][11]。
- 9月28日、明治神宮野球場で開催された東京ヤクルトスワローズ対阪神タイガース第23回戦始球式に登場[12][13]。
- 10月、インドネシア国内向けの大塚製薬ポカリスエットのテレビCMに起用される。
- 11月1日、JKT48に移籍。
- 12月26日、JKT48劇場デビュー[14]。TwitterとFacebookを開始。

2013年
- 5月から6月にかけて実施された『AKB48 32ndシングル 選抜総選挙』については、「JKT48の活動に専念する」理由で、立候補を辞退した[15]。

2014年

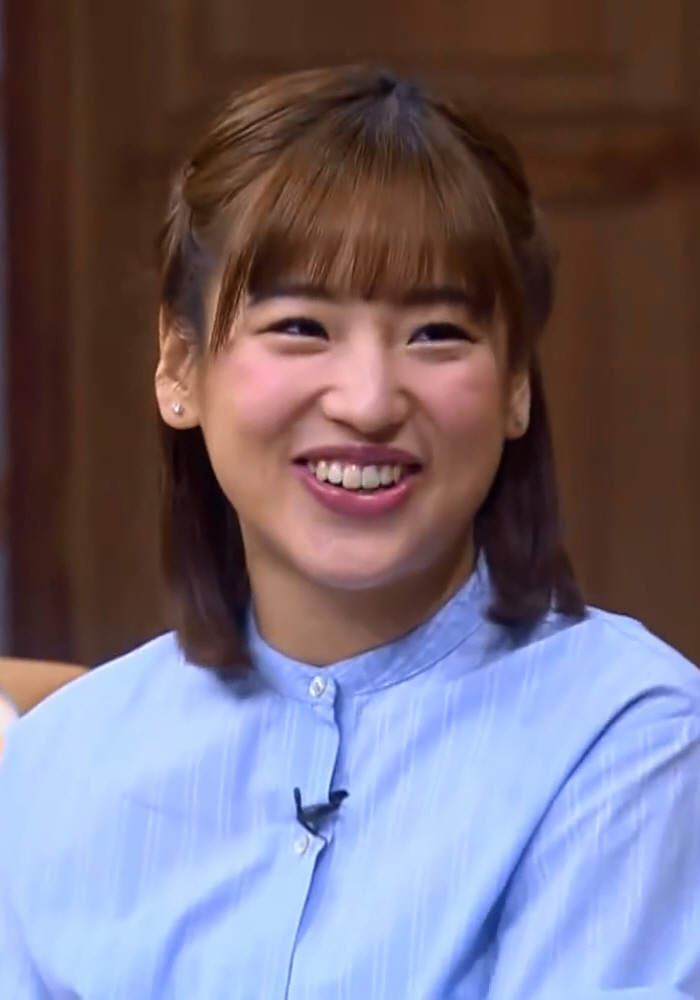
JKT48時代の仲川遥香（2016年）

- 3月から4月にかけて実施された『JKT48 6thシングル選抜総選挙〜みんなが決める、16人選抜メンバー〜　大事なことはみんなで決めよう!』では3位となり、選抜メンバーに選出される[16]。

2015年
- JKT48の活動に専念するため、2015年以降の『AKB48選抜総選挙』には参加しない意向であることを表明した[17]。
- 3月から4月にかけて実施された『JKT48 10thシングル選抜総選挙』では2位となり、選抜メンバーに選出される[18]。
- 6月13日、JKT48の人事異動で、1月に結成されたチームTのキャプテンに任命された[19]。

2016年
- 2月27日開催の『JKT48リクエストアワーBEST30』にて、年内でJKT48およびAKB48グループを卒業することを発表[20]。卒業後も帰国せず、インドネシアに留まる。
- 5月23日、ジャカルタからインドネシア第二の都市・スラバヤまで約800キロの道のりを12日間かけて自転車で走破するチャレンジ企画「仲川遥香 伝説をつくる supported by POCARI SWEAT」に出発[21]。6月3日、スラバヤの「88 Avenue」で開催されたJKT48のコンサートの公演中にゴールを果たした[22]。
- 11月10日、英国ブランドウォッチ社が選出する「Twitterで影響力がある世界の女性15人」で日本人ではただひとり、7位にランクインした[23][24]。
- 12月1日、チーム再編によりチームJに異動[25]。
- 12月17日、バンドン・Trans Luxury Convention Centerで開催された『JKT48 5th Anniversary Concert“B・E・L・I・E・V・E”』で卒業セレモニーを実施した[26]。
- 12月20日、初の自叙伝『ガパパ!〜AKB48でパッとしなかった私が海を渡りインドネシアでもっとも有名な日本人になるまで』を刊行[27]。
- 12月30日、JKT48劇場での卒業公演（旧チームT・新チームJの昼夜2回公演）において、JKT48としての活動を終了[28]。
- 12月31日、プロダクション尾木との契約を終了[29]。

2017年
- 9月11日、2018年日本インドネシア国交樹立60周年親善大使に任命されたことを発表[30]。
- 11月13日、「世界で最も影響力のあるツイッターアカウント」（女性の部）において、2年連続で7位となった[31]。

2021年
- 11月4日、在インドネシア日本国大使館より「日尼関係発展及び強化に大いに寄与した」として、金杉憲治在インドネシア日本国特命全権大使より在外公館長表彰を受けた[32]。

2023年
- インドネシアを訪問した天皇・皇后と会見した[33]。

2024年
- 3月、愛媛県いよかん大使に任命された[34]。

## 人物
- 5人兄弟姉妹の第2子（第4子以外は女子）[35]。姉（第1子）は2019年5月4日に28歳の若さで死去した[36]。
- 父親は無名のプロレスラー、母親は専業主婦。3歳頃に両親が離婚し親権は父が取った。物心がついた時から祖母と暮らしていたが、その祖母が病に倒れた事から児童養護施設に入っていたこともある[37]。2016年に上梓した自伝『ガパパ！ ―AKB48でパッとしなかった私が海を渡りインドネシアでもっとも有名な日本人になるまで―』では「私は東京生まれの5人姉弟。姉と私と妹、弟、妹、それに両親とおばあちゃんの8人家族でした」と書いているがこれも嘘だったことを、4年後に出演した爆報! THE フライデーで明かした[38]。
- 女子サッカー韓国代表の康裕美は中学時代の同級生。民団新聞で康は成人式を前に仲川と再会し、「お互い、世界をめざしてがんばろうね」とエール交換したとコメントしている[39]。
- 浅草三社祭には生まれてからずっと親戚一同総出で参加している。その際、祭り着着用で参加する[40]。
- 舞台で共演した保田圭は仲川を「いつもふわっとした空気の可愛らしいはるごん」と評している[41]。
- 木の実ナナとは音楽劇「ACT泉鏡花」で共演して以来親交を深めている[42][43][44][45][46]。
- プロレスラーの橋本大地は仲川推しであるが、『週刊プロレス』のインタビューで仲川遥香と倉持明日香みたいな子がタイプと答えており、Google+で倉持が喜びの投稿をしている[47]。
- 2010年に発行された別冊宝島『AKB48推し!』（宝島社）の中で仲川について、「元FMW所属のプロレスラーGOEMONこと中川浩二が実父」を前提とした記事が投稿された。ただしこれについては、双方から否定するコメントが出ているほか、当時の中川の置かれた状況から否定する記事も見られる[48]。
- 2011年2月から実家を出て一人暮らしを開始したが、新居には冷蔵庫や電子レンジ・掃除機などの家電製品がない。当時同じチームAの高橋みなみから冷蔵庫と電子レンジをプレゼントされている [49]。
- 秋元康は「仲川の可愛いところ! 1.マイペース 2.ちょっとハスキーな声 3.かなりの美人さん 4.二十歳と思えない幼児性 5.人懐っこいところ 6.天真爛漫さ 7.イノセント 8.わかりやすさ 9.意外に傷つきやすいところ 10.マイペース←大事なことなので、二回書きました」とGoogle+で質問に答えている[50]。
- 2012年8月9日に叔母さんになる。
- AKS広報担当西山恭子がGoogle+で行っている投稿で公演終了後に落ち込む研究生を抱きしめるように励ましていた仲川について投げかけた「大人っぽくなりたいと公言しているけど、仲川遥香の原点って、何だろう? 誰とでも仲良くなれるのは、なぜだと思う?」の問いに仲川は「気をつかわないから・明るいから」と答えている。また、西山は「誰にでもフランクで、面倒見がよくて、流されそうで、しっかりしていて…。愛されキャラ」と仲川を評している[51]。

### AKB48
- 「初日」の歌詞にある「一人だけ踊れずに、帰り道に泣いた」という一節は、仲川のエピソードを歌ったものである[52]。
- 主な愛称として「はるごん」を用いていたが、2012年6月6日に行われた「AKB48 27thシングル選抜総選挙」の開票イベントにおいて、「はるごん」の愛称から卒業することを宣言[53]、新たな愛称をGoogle+上で公募[54] し「はるさん」に決めた[55] が、握手会でのファンからの意見により最終的に「はるか」にした[56]。
- 前田敦子・増田有華は高校の同級生である[57]。
- 前田敦子の卒業発表後特に一緒に行動することが多くなり、前田の家に泊まったり、手技道・MARIS表参道[58]・ホットヨガ・ライヴ・夜カフェ・ジムなどへ一緒に行ったりしていた。また高城亜樹を加えた3人で「ぼっち会」を結成していた[59][60][61][62][63][64][65][66]。
- チームB時代より菊地あやかと仲が良く、増田とも仲が良い。姉妹グループでは、SKE48の矢神久美と仲が良く顔や雰囲気が似ていると言われ、互いに姉・妹と呼び合っている[67][68]。
- 清川あさみがプロデュースした「AKB48×美女採集」では「マリーゴールド」[69] に扮した。
- 「AKB48 27thシングル選抜総選挙」によって選抜されたネクストガールズの雰囲気について中田ちさとは「はるごんが姉妹グループをまとめてくれている。最初からみんな仲良しです」と話している[70]。
- NMB48の近藤里奈はAKB48の推しメンに仲川の名を挙げており[71]、互いのブログで握手会等で逢えることを非常に楽しみにしていると述べた。

### JKT48
- JKT48で仲の良いメンバーはステラ・コルネリア[72]。

## JKT48での参加楽曲

### シングル選抜楽曲
JKT48名義
- RIVER
  - Sakura no Shiori
  - Kimi ni Au Tabi Koi wo Suru
- Yuuhi wo Miteiruka?
  - Nagai Hikari
- Fortune Cookie Yang Mencinta
  - First Rabbit
  - Fortune Cookie in Love - English Version -
- Manatsu no Sounds Good!
  - BINGO!
  - Manatsu no Sounds Good! – Summer Love Sounds Good!
- Flying Get
  - Dareka no Tame ni - What Can I Do for Someone?
  - Shoujotachi Yo - Gadis Remaja –
- Gingham Check
  - Boku wa Ganbaru - Aku Akan Berjuang -
  - Sakura no Hanabiratachi - Kelopak-kelopak Bunga Sakura -
  - Gingham Check - English Version -
- Papan Penanda Isi Hati - Kokoro no Placard
  - Dialog Dengan Kenari - Kurumi to Dialogue -
  - Message on a Placard
- Angin Sedang Berhembus - The Wind is Blowing/Kaze wa Fuiteru
  - Simpati Gravitasi - Juryoku Sympathy
  - The Wind is Blowing - Angin Sedang Berhembus/Kaze wa Fuiteru（English Version）
- Pareo adalah Emerald - Pareo wa Emerald
  - Apel yang ada di Puncak – Takane no Ringo
  - Pareo is your Emerald（English Version）
- Refrain Penuh Harapan - Refrain Full of Hope / Kibouteki Refrain
  - Dewi Theater - Theater no Megami
  - Refrain Full of Hope – Refrain Penuh Harapan / Kibouteki Refrain –
- Halloween Night
  - Ingin Meraih Puncak! - Teppen Tottande! -
  - Halloween Night（English Version）
- BEGINNER
  - Suki! Suki! Skip! -Suka! Suka! Skip!-
  - BEGINNER（English version）
- Hanya Lihat ke Depan -Mae Shika Mukanee-
  - Larilah! Penguin - Hashire! Penguin-
  - Always Looking Straight Ahead - Mae Shika Mukanee
- LOVE TRIP
  - Tetaplah Ada di Langit Biru -Aozora no Soba ni Ite-
  - LOVE TRIP（English Version）
- Luar Biasa - Saikou Kayo
  - Sungai Impian - Yume no Kawa
  - HA!
  - Luar Biasa - Saikou Kayo (English Version)

AKB48名義
- 「永遠プレッシャー」に収録
  - 私たちのReason

### アルバム選抜楽曲
JKT48名義
- 『Heavy Rotation』に収録
  - Oogoe Diamond
  - Gomenne, Summer
- 『Mahagita - Kamikyokutachi』に収録
  - Pesawat Kertas 365 Hari - 365 Nichi no Kamihikouki
  - Laptime Masa Remaja - Seishun no Laptime

AKB48名義
- 『次の足跡』に収録
  - After rain

### 劇場公演ユニット曲
チームJ 1st Stage「恋愛禁止条例」
- Heart Gata Virus
- Manatsu No Christmas Rose（ガイダ・ファリシャのユニットアンダー）
- Renai Kinshi Jourei（ベビー・カエサラ・アナディラ、高城亜樹のユニットアンダー）

「パジャマドライブ」リバイバル公演2013
- Junjou Shugi

チームKIII 1st Stage「僕の太陽」
- Higurashi no Koi（2014年1月12日、サプライズ出演）

チームJ 2nd Stage「誰かのために」
- Shinkirou
- Seifuku ga Jama wo Suru

チームJ「パジャマドライブ」リバイバル公演2014
- Junjou Shugi

「パジャマドライブ」リバイバル公演2014
- Temedemo no Namida

チームJ「僕の太陽」公演
- Higurashi no Koi

チームJ 3rd Stage「シアターの女神」
- Candy

## AKB48での参加楽曲

### シングル選抜楽曲
- 「Baby! Baby! Baby!」に収録
  - 初日
- 「大声ダイヤモンド」に収録
  - 大声ダイヤモンド (team B ver.) - 「チームB」名義
- 「涙サプライズ!」に収録
  - 初日 - 「チームB」名義
- 「RIVER」に収録
  - 君のことが好きだから - 「アンダーガールズ」名義
- 「桜の栞」に収録
  - Choose me! - 「チームYJ」名義
- 「ポニーテールとシュシュ」に収録
  - 僕のYELL - 「シアターガールズ」名義
- ヘビーローテーション
- 「Beginner」に収録
  - 僕だけのvalue - 「アンダーガールズ」名義
- チャンスの順番
  - 胡桃とダイアローグ - 「team A」名義
- 「桜の木になろう」に収録
  - 偶然の十字路 - 「アンダーガールズ」名義
- 「Everyday、カチューシャ」に収録
  - 人の力 - 「アンダーガールズ」名義
- 「フライングゲット」に収録
  - 抱きしめちゃいけない - 「アンダーガールズ」名義
- 「風は吹いている」に収録
  - 君の背中 - 「アンダーガールズ」名義
- 「上からマリコ」に収録
  - 隣人は傷つかない - 「Team A」名義
- 「GIVE ME FIVE!」に収録
  - ユングやフロイトの場合 - 「スペシャルガールズC」名義
- 「真夏のSounds good !」に収録
  - ぐぐたすの空
- 「ギンガムチェック」に収録
  - ドレミファ音痴 - 「ネクストガールズ」名義

### アルバム選抜楽曲
- 『神曲たち』に収録
  - 君と虹と太陽と
- 『ここにいたこと』に収録
  - Overtake - 「チームA」名義
  - ここにいたこと
- 『1830m』に収録
  - Hate - 「Team A」名義
  - 青空よ 寂しくないか?

### 劇場公演ユニット曲
チームB 1st Stage「青春ガールズ」
- ふしだらな夏

チームB 2nd Stage「会いたかった」
- ガラスのI LOVE YOU
- 背中から抱きしめて
- リオの革命
- 全員参加曲ではあるが、「スカート、ひらり」ではフロントメンバー（スカひらセブン）で登場する。

チームB 3rd Stage「パジャマドライブ」
- パジャマドライブ

チームB 4th Stage「アイドルの夜明け」
- 天国野郎

THEATRE G-ROSSO「夢を死なせるわけにいかない」公演
- となりのバナナ（河西智美・藤江れいな・高城亜樹・岩佐美咲のスタンバイ）

チームA 6th Stage「目撃者」
- サボテンとゴールドラッシュ
- 炎上路線（指原莉乃のユニットアンダー）

## 出演

### テレビドラマ
- マジすか学園 最終話（2010年3月27日、テレビ東京） - 馬路須加女学園生徒 役
- 桜からの手紙 〜AKB48 それぞれの卒業物語〜（2011年2月26日 - 3月6日、日本テレビ） - 仲川遥香 役
- 月曜ゴールデン 釣り刑事2「愛と悲しみの魚たち!」（2011年5月9日、TBS） - 北里由衣 役
- マジすか学園2 最終話（2011年7月2日、テレビ東京） - ハルカ 役
- さばドル（2012年1月14日 - 4月7日、テレビ東京） - 仲川遥香 役
- ガルーダの戦士ビマ 第21-22話（2013年11月17日・24日、インドネシアRCTI） - マヤ 役

### テレビアニメ
- クレヨンしんちゃん（2012年3月9日・16日、テレビ朝日） - はるごん 役

### バラエティ
- 稲川淳二の超絶こわい劇場2014（2014年8月11日 - 17日、NOTTV）
- Ini Talkshow（インドネシア語版）（2014年6月30日 - 不定期出演、インドネシアNET.（インドネシア語版））

### CM
- 大塚製薬 『ポカリスエット』「Love Letter編」（インドネシア、2012年10月27日 - ） - 主演・女子高生 役[73]
- Sido Muncul（インドネシア語版）『トラック・アンギン』（インドネシア、2014年3月 - ） - インドネシアの漢方薬（ジャムウ）。JKT48として出演（主演）

### 舞台
- ドリル魂（2009年2月27日 - 3月1日、神奈川県立青少年センターホール）
- Arts Fusion in KANAGAWA ドリル魂 YOKOHAMA ガチンコ編（2010年2月26日 - 28日、神奈川県立青少年センターホール）
- マーダーファクトリー（2010年4月24日 - 29日、シアター1010）
- アトリエ・ダンカンプロデュース音楽劇「ACT泉鏡花」（2010年10月1日 - 10日、東京グローブ座 / 12日、仙台電力ホール / 15日、名鉄ホール / 17日、長崎市公会堂 / 20日、京都芸術劇場春秋座 / 23日・24日、北國新聞赤羽ホール）
- リーディングドラマ「もしもキミが。」（2011年9月1日 - 9日、PARCO劇場）
- 幸福レコード（2011年10月17日 - 25日、相鉄本多劇場）
- 舞台「新撰組異聞PEACE MAKER 再炎」（2012年4月15日 - 22日、シアターGロッソ） - 沙夜 役[74]

### 映画
- スリーデイボーイズ（2009年7月4日公開、FREAK ENTERTAINMENT）
- ×ゲーム（2010年9月18日公開、ジョリー・ロジャー） - 小泉智絵 役[75]
- くそガキの告白（2012年6月30日公開、SUMIDA制作所）
- Viva JKT48（インドネシア語版）（2014年6月5日公開）[76]

### イベント
- 汐留博覧会2010 ZOOM SUPER STAGE（2010年8月4日、日本テレビB2FぱっツンSTAGE）
- お台場合衆国2010 めざましライブ（2010年8月8日、フジテレビ合衆国Fantasticスタジアム）
- Japan Pop Culture Festival 2012（2012年2月25日、ジャカルタ　BALAI KARTINI）
- 日中国交正常化40周年記念イベント「元気な日本展示会」（2012年3月26日・27日、香港 上海マート会場）[77][78]
- 木の実ナナ50周年記念コンサート?SHOW GIRLの時間旅行〜（2012年5月29日、ル・テアトル銀座）
- 日本プロ野球セントラル・リーグ 東京ヤクルトスワローズ対阪神タイガース第23回戦 始球式（2012年9月28日、明治神宮野球場）[12][13]
- トビタテ!留学JAPAN ロゴ＆スローガン記者発表会（2013年10月29日、東京都千代田区霞が関 文部科学省）[79]

## 書籍

### 著書
- ガパパ!〜AKB48でパッとしなかった私が海を渡りインドネシアでもっとも有名な日本人になるまで（2016年12月20日、ミライカナイ ISBN 978-4-907333-14-0）[27][80]

### 雑誌・新聞連載
- 月刊AKB48グループ新聞（2013年2月15日 - 、日刊スポーツ新聞社・日刊スポーツ新聞西日本・北海道日刊スポーツ新聞社） - 2013年2月号より「ジャカルタ日記」を高城亜樹と共同連載。

### カレンダー
- 仲川遥香 2012年カレンダー（2011年11月19日、ハゴロモ）
- 卓上 仲川遥香 2013年カレンダー（2012年12月7日、ハゴロモ）